# 本因坊秀悅
（1850年—1890年8月23日），日本圍棋棋手，為本因坊秀和的長子，本名土屋秀悅。法名日妙。
秀和的跡目、門下第一高徒秀策死後，與秀策並稱龍虎雙弟子的村賴秀甫（上手）被認為定是繼承人。但當時本因坊丈和遺孀有意偏袒自己第三子中川龜三郎（五段），希望秀和如當初丈和立其師本因坊元丈之子丈策為繼承人般，立中川龜三郎為跡目；但秀策遺孀、丈和之女戶谷花子反對自己的哥哥成為繼承人；同時間，秀悅十三歲即已三段，看似前途無量。1863年秀和在紛紛擾擾之下立十三歲的秀悅為跡目，成為首位家傳本因坊，沒多久連林家家督柏榮也宣布立秀和次子土屋平次郎為跡目。因時局亂，秀和希望三個兒子好好保持家業，以致之後土屋家就占了六個本因坊家督的位子。立秀悅此事引起軒然大波，中川龜三郎、秀甫與許多坊門棋士憤而離開，造就了之後打破傳統的方圓社。
十年後，二十二歲、六段的秀悅繼任為第十五世本因坊，加上明治維新後，傳統的四大家已無俸祿，也沒有御城碁可以表現，幾乎等於無用；維新時又認為圍棋乃傳統之物，也不受重視，在圍棋第二次黑暗期的籠罩下，年紀輕輕的秀悅如當年第一次圍棋黑暗期的知伯、秀伯、伯元一樣支撐不住，逐漸精神異常，最後於1879年示意退位，其三弟秀元繼任為第十六世。

## 外部連結
日本圍棋故事